# Apatani

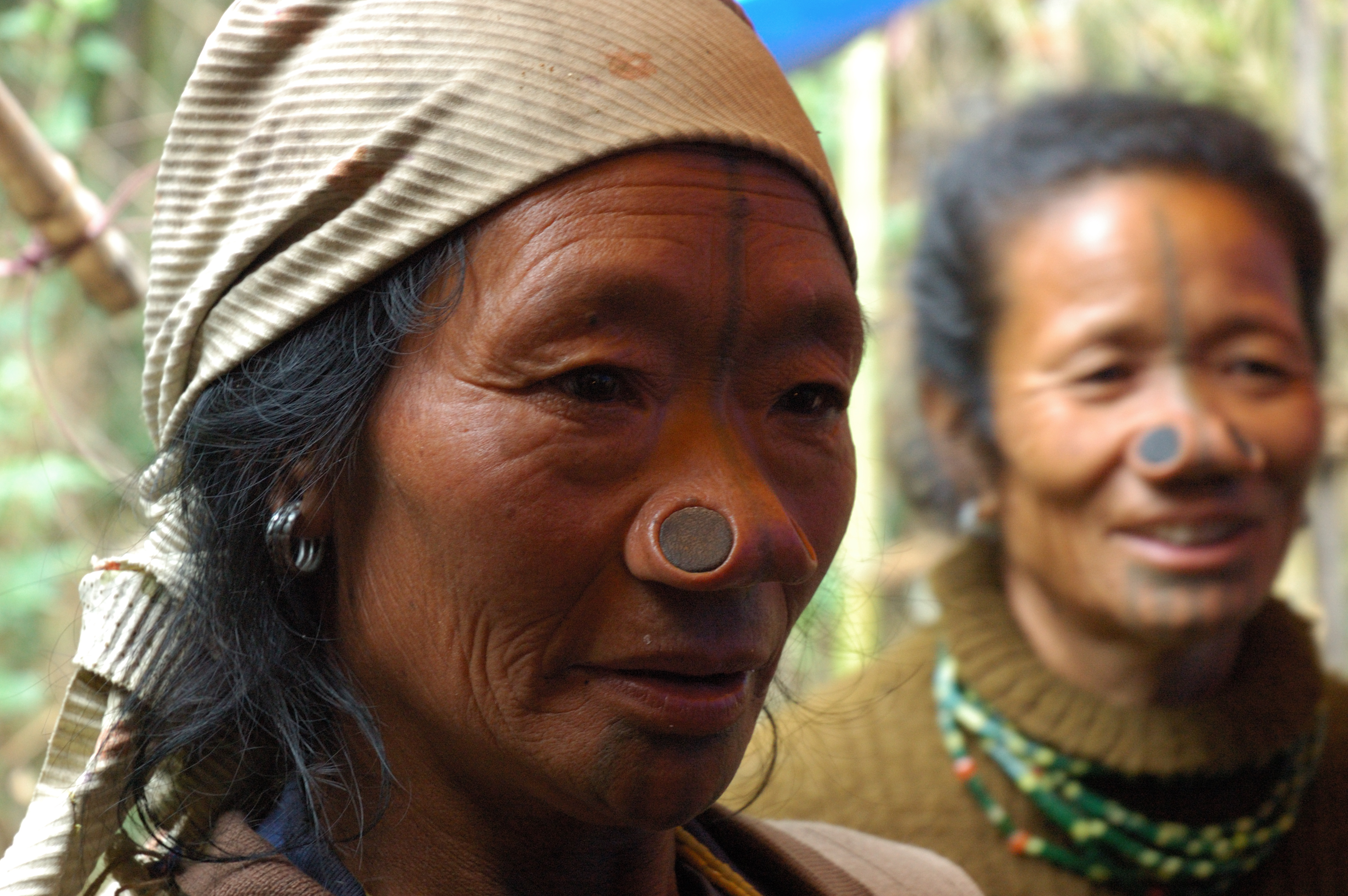
Kobiety Apatani z charakterystycznymi ozdobami

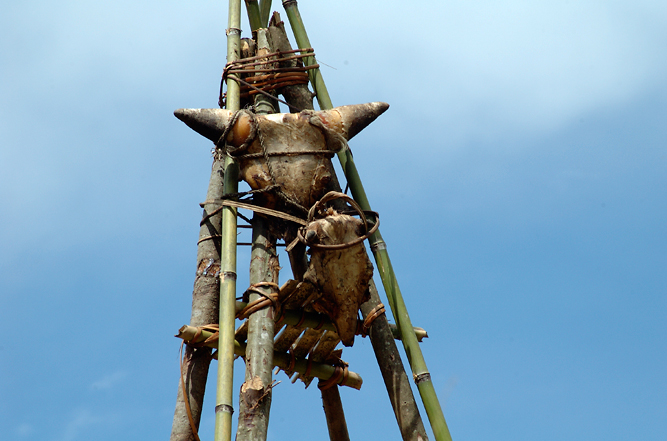
Czaszki zwierząt ofiarnych na grobie Apatani

Apatani – lud zamieszkujący górzyste tereny indyjskiego stanu Arunaćal Pradeś. Ich liczebność szacowana jest na około 26 tysięcy osób. Posługują się językiem należącym do grupy tybeto-birmańskiej.

## Życie społeczne
Wśród innych plemion himalajskich wyróżniają się tradycyjnie demokratycznym ustrojem społecznym. Posiadają niesformalizowaną instytucję zgromadzeń (rad) różnego typu, zwaną buliang, grupujących osoby starsze, podejmujące decyzje, aktywne osoby w średnim wieku wcielające te decyzje w życie oraz młodych, służących jako pomocnicy. Inną instytucją jest patang – rodzaj bractwa lub klubu, zrzeszającego młodzież. W środku każdej wsi znajduje się lapang, olbrzymi płaski głaz, przyniesiony z gór przez mieszkańców, służący do siedzenia. Stanowi on centrum życia towarzyskiego.

## Religia
Apatani zachowują tradycyjne wierzenia animistyczne, określane przez nich jako Danyi-Piilo (kult  Słońca i Księżyca). Wierzą, że w celu odwrócenia nieszczęść trzeba przebłagać złe duchy za pomocą ofiar ze zwierząt.

## Gospodarka
Apatani zajmują się głównie rolnictwem. Stosują wyszukany system nawadniania pól ryżowych przy pomocy kanałów irygacyjnych. Hodują pół-dzikie mithany (Bos frontalis).

## Badania etnograficzne
Badaczem, który znacznie się przyczynił do poznania tradycyjnej kultury Apatani, był szwajcarski uczony Christopher von Furer-Haimendorf. Przebywał on wśród Apatani w latach 40. XX w.